# Каспе, Абрахам
Каспе (Минц) Абрахам (1860, Чериков Могилёвской губернии — 2 июня 1929, Нью-Йорк) — еврейский публицист (идиш), деятель еврейского социалистического движения (США).

## Биография
Родился в семье магида, который был убит во время странствий. Получил традиционное еврейское образование в хедере и иешивах, русской государственной школе. Окончил среднюю школу в Вильно. В 1882 уехал в США. Вернулся в Россию в 1888, где окончил естественно-математический факультет Санкт-Петербургского университета. В 1894 он снова эмигрировал США, где после окончания университета в Нью-Йорке получил медицинскую степень.
Им были опубликованы научно-популярные и литературные статьи для «Дер идишер хойз-доктор» (Варшава), «Социал-демократ» (1900), «Цукунфт», который он редактировал полгода в 1902 году, «Ди найе цайт», «Абенд блат», «Литератур ун лебн» и «Эмес» (Бостон).
Был среди основателей издания «Дейли Форвард» и был президентом Ассоциации «Форвард». В последние годы он сблизился с еврейскими коммунистами и был сотрудником «Фрайхайт».
Сын — Каспе Сол (Caspe Saul) (1905, Нью-Йорк) — учёный-химик.

## Произведения
- «Mekhanike, astronomye, khemya» (New York: International library, 1899—1900), 3 тома;
- «Fizik» (New York, 1914);
- «Geologye» (New York: Education Committee of the Workmen’s Circle, 1918);
- «Di geshikhlakhe antviklung fun klasn gezelshaft» (New York: Union Square, 1929).